# Траве
Poaceae, или породица правих трава, јесте велика група монокотиледоних биљака из реда Poales. Са око 8.700 врста обједињених у близу 650 родова, породица трава (Poaceae) је једна од најобимнијих и најзначајнијих породица биљака.
Распрострањене су широм света (космополитске), од пустиња до мочварних предела, и све до највећих надморских висина где успева зељаста вегетација. Највећи број представника се среће у тропима. У умереној зони изграђују зељасту вегетацију ливада, степа и прерија.
Породица се дели на 5 потпородица: Bambusoideae, Orizoideae, Panicoideae, Pooideae и Chloridoideae и 60 трибуса.
Животне форме правих трава су разноврсне – могу бити од ситних једногодишњих до вишегодишњих биљака, од стаблимичних до бусенастих и жбунастих форми, те од зељастих до одрвенелих биљака. Породица Poaceae се често назива најважнијом биљном породицом за човека: велики број врста узгаја се ради исхране (житарице) и прихране домаћих биљоједа (крмно биље), а поједине су и важан грађевински материјал (трска, бамбуси).

## Опис
Морфологија, грађа (анатомија) и изглед (хабитус) трава је јединствен у односу на друго зељасто биље, и њихов цвет се доста разликује од цветова других цветница. Постоји више теорија о пореклу цвета трава и хомологији његових делова. Најприхватљивија хипотеза је базирана на тумачењу да је цвет трава настао редукцијом типичног тримерног цвета луковичастих биљака (Liliales).

### Корен, стабло и лист
Коренов систем је жиличаст, изграђен из адвентивних коренова.
Стабло је најчешће танко, цилиндрично или подељено на чворове и чланке, чланци су већином шупљи. Листови спирално распоређени у 2 реда (дистихијални распоред), и састоје се од дугачког цилиндричног лисног рукавца који обухвата стабло и дугачке, линеарне лисне плоче са паралелном нерватуром. На месту преласка рукавца у лиску налази се мали опнаст израштај означен као језичак (лигула), који има важан таксономски значај. Улога лигуле је у спречавању продирања воде између рукавца и стабла. Код неких трава из лигула се развијају бочни израштаји означени као ушице (auriculae). Гранање стабла већине трава врши се у чвору бокорења из којег се развијају надземни изданци, тако да се траве јављају у већим или мањим бусенима. Код многих вишегодишњих трава из пупољака у зони бокорења формирају се дугачки подземни изданци (ризоми), помоћу којих се траве интензивно вегетативно размножавају. Код неких врста надземни изданци могу бити дуги и полегли по површини образујући столоне којима се, такође, врши вегетативно размножавање.

### Цваст
Цветови су ситни, хермафродитни, ређе једнополни, а биљке су једнодоме или дводоме. Цветови трава су најчешће скупљени у елементарну цваст која се назива класић, образујући сложену цваст (сложен клас, метлицу, класолику метлицу). Класић се састоји најчешће ид 3 цвета (1 до 10). Цветови су редуковани у погледу цветних делова. При основи класића налазе се две плеве (glumae) исте величине, горња и доња. Изнад плева на оси класића налазе се цветови. Сваки цвет је заштићен делимично прозирним листићима – плевицама (palea) које представљају цветни омотач – перијант. Доња плевица је крупнија, чвршћа и означена је као лема (paleae inferior), и има улогу у придржавању горње плевица која је ситнија, нежнија и означена као палеа (palea superior). Многе траве на леми имају осје (arista) које полази са вршног, средњег или доњег дела овог листића. Унутар цвета налазе се две мале, беличасте, нежне опне означене као плевичице (lodiculae). У цвету трава налази се три прашника (ређе 1 или ∞).
Опрашивање се обавља ветром (анемофилија). Тучак је изграђен од три до два оплодна листића са двоперим жигом који има бројне вишећелијске папиле. Плодник је надцветан. Код неких представника има доста одступања од типичне грађе цвета (Alopecurus, Panicum, Phalaris, Lolium, Nardus, Stipa).

### Плод и семе
Плод је крупа која представља истовремено и семе јер је плодов омотач веома редукован и срастао са семењачом. Највећи део плода чини ендосперм са скробом, због кога се и гаје жита. Спољни део ендосперма представља алеуронски слој, богат беланчевинама, масним материјама и витаминима.

## Значај
Poaceae представљају најважнију породицу у биљном свету уопште. Преко 10.000 година користе се у биљној производњи. Археоботаничари су доказали да су у исхрани прачовека (палеолит, неолит) значајан удео имали представници Poaceae: једно- и двозрна пшеница, мека пшеница, просо, диља длакава пшеница, мухар и друго.
Од представника Poaceae поред гајених (пшеница, јечам, овас, раж, пиринач, кукуруз, шећерна трска, сирак, итд), које се користе за исхрану људи и као сточна храна, известан број служи и за ферментацију и справљање алкохолних пића.
Траве се користе у борби против ерозије тла, као и за формирање травних површина. Један број врста су корови обрадивих и рудералних земљишта (Cynodon, Agropyrum, Sorghum, Bromus, Setaria).
У природи, траве су најважнији градитељи и чланови ливадских и пашњачких биљних заједница (Chrysoogon, Festuca, Agrostis, Nardus, Molinia, Andropogon, Arrhenaterum, итд).

## Најпознатији представници
Следеће биљне врсте су најпознатије и уједно економски најважније за човека:
- Пшеница (Triticum vulgare)
- Раж (Secale cereale)
- Јечам (Hordeum vulgare)
- Овас (Avena sativa)
- Просо (Panicum miliaceum)
- Кукуруз (Zea mays)
- Пиринач (Oriza sativa)
- Сирак (Sorghum vulgare)
- Трска (Phragmites communis)
- Шећерна трска (Sacharinum officinalis)

## Остали значајнији представници
- Пиревина обична (Agropyrum repens)
- Росуља обична (Agrostis vulgaris)
- Зечије уво (Aegilops cilindrica)
- Лисичији репак (Alopecurus pratensis)
- Мирисавка ливадска (Anthoxanthum odoratum)
- Паховка обична (Arrhenatherum elatius)
- Дивљи овас (Avena fatua)
- Стршац обични (Apera spica-venti)
- Девојачке сузе (Briza media)
- Класача маљава (Bromus mollis)
- Класача оштра (Bromus sterilis)
- Класача црвена (Bromus tectorum)
- Ђиповина обична (Chrysopogon gryllus)
- Зубача обична (Cynodon dactylon)
- Креслица обична (Cynosurus cristatus)
- Јежевица обична (Dactylis glomerata)
- Шиљ (Danthonia calycina)
- Сврачица црвена (Digitaria sanguinalis)
- Обичан вијук (Festuca pratensis)
- Црвени вијук (Festuca rubra)
- Вијук (Festuca valesiaca)
- Попино прасе (Hordeum murinum)
- Љуљ италијански (Lolium multiflorum)
- Љуљ вишегодишњи (Lolium perenne)
- Типац обични (Nardus stricta)
- Велики мухар (Panicum crus-galli)
- Мачји реп (Phleum pratense)
- Ливадарка једногодишња (Poa annua)
- Ливадарка луковичаста (Poa bulbosa)
- Ливадарка обична (Poa pratensis)
- Сиви мухар (Setaria glauca)
- Лепљиви мухар (Setaria verticillata)
- Зелени мухар (Setaria viridis)
- Пшеница дивља длакава (Triticum villosum)
- Дивљи сирак (Sorghum halepense)